# Nanako Matsushima
 (septembre 2014).
Si vous disposez d'ouvrages ou d'articles de référence ou si vous connaissez des sites web de qualité traitant du thème abordé ici, merci de compléter l'article en donnant les références utiles à sa vérifiabilité et en les liant à la section « Notes et références ».
Nanako Matsushima (松嶋菜々子, Matsushima Nanako) est une actrice japonaise, née le 13 octobre 1973 à Yokohama dans la préfecture de Kanagawa au Japon.

## Biographie
Nanako Matsushima commence sa carrière en tant que mannequin : découverte à 19 ans alors qu'elle est encore lycéenne, elle devient un mannequin renommé pendant les cinq années qui suivent.
En 1996, elle incarne Reiko Asakawa dans la série télévisée du film Ring. Elle reprendra ce rôle au cinéma deux ans plus tard, et se fera ainsi connaître internationalement. 
En 1998, elle joue le rôle d'Azusa Fuyutsuki dans l'adaptation live de Great Teacher Onizuka, le dernier des douze épisodes étant alors le programme télévisé le plus regardé de l'histoire du Japon. C'est d'ailleurs sur ce tournage qu'elle rencontre son futur mari, Takashi Sorimachi, qui interprète le rôle principal dans la série. Ils ont eu deux filles, nées en juin 2004 et en novembre 2007.
En 2006, elle incarne aussi Tsubaki Domyoji, la sœur de Tsukasa dans le drama Hana yori dango.
Nominations : Prix de l'Académie japonaise de la meilleure interprétation féminine dans un rôle principal

## Filmographie
- 1996 : Ring (série télévisée)
- 1997 : Koi to hanabi to kanrasha
- 1997 : Kon'na koi no hanashi (Aka A Story Of Love) (série télévisée)
- 1997 : Kimi ga jinsei no toki (série télévisée)
- 1998 : Ring
- 1998 : Ring 2
- 1998 : Great Teacher Onizuka (série télévisée)
- 1999 : Majo no joken (série télévisée)
- 1999 : Koori no sekai (Aka Ice World, Aka The World of Ice) (série télévisée)
- 2000 : Yamato Nadeshiko (série télévisée)
- 2000 : Hyaku-nen no monogatari (série télévisée)
- 2000 : Whiteout (ホワイトアウト, Howaitoauto?) de Setsurō Wakamatsu : Chiaki Hirakawa
- 2000 : Poppuguruupu koroshiya
- 2002 : Toshiie to matsu : kaga hyakumangoku monogatari (série télévisée)
- 2005 : Hana Yori Dango (Tsubaki Dômyôji) (drama)
- 2006 : Furuhata Ninzaburo Final (drama)
- 2007 : Hana Yori Dango Returns
- 2007 : Bizan
- 2009 : Kyumei Byoto 24 Ji 24
- 2011 : Kaseifu no Mita
- 2012 : Lucky Seven
- 2013 : Shield of Straw de Takashi Miike
- 2014 : Souvenirs de Marnie (思い出のマーニー, Omoide no Mānī?) : Yoriko Sasaki (voix)
- 2018 : The Crimes That Bind : Hiromi Asai
- 2019 : Machida-kun no Sekai : Momoka Machida